# Glavni tajnik
Glavni tajnik (ili: generalni sekretar) je najčešće izvršni organ u raznovrsnim organizacijama. Taj naziv predlaže upravnu dužnost, ali koncentracija informacija na stolu jedne osobe olakšava toj osobi steći političku moć i vlast. 
Uobičajen primjer pružila je Ruska komunistička partija (boljševika), kada je na dužnost odgovornog sekretara 1922., nakon Stasove, Sverdlova, Krestinskoga i Molotova, na prijedlog Kameneva i Zinov'eva izabran Staljin, uskoro preimenovan u generalnog sekretara. Lenjin je uzalud pisao partijskom kongresu  da je opasna koncentracija vlasti u rukama jednog čovjeka, jer je kao stalni generalni sekretar postao apsolutni vladar Sovjetskog Saveza od 1934. do smrti. Po istom obrascu u sličnim političkim sustavima generalni sekretar je bio i ostao glavna osoba režima, pa i kad nema državnih dužnosti.
Glavni tajnik Sjevernoatlantskog pakta (NATO) u slučaju rata koji angažira NATO postaje vrhovni zapovjednik udruženih oružanih snaga članica.
Postoje, dakako, i dužnosti glavnih tajnika koje nisu izvršno-političke, ili to barem nisu u pretežnoj mjeri, na primjer dužnost glavnog tajnika ministarskog Vijeća EU, jednog od dvaju zakonodavnih organa Unije (uz Europski parlament, jer se izvršne ovlasti usredotočuju u dužnosti rotirajućeg Predsjedništva.

## Povijest
Dužnost glavnog tajnika zabilježena je ponajprije u Katoličkoj crkvi, npr. u franjevačkim redovima.
U 20. stoljeću dužnost glavnog tajnika nalazimo u mnogim organizacijama. Evo nepotpunog popisa:

### Svjetske organizacije
- Liga naroda:  Eric Drummond (1920. – 1933.), Joseph Avenol (1933. – 1940.), Seán Lester (1940. – 1946.)
- Organizacija Ujedinjenih naroda:  Gladwyn Jebb (1945. – 1946.), Trygve Lie (1946. – 1952.), Dag Hammarskjöld (1953. – 1961.), U Thant (1961. – 1971.), Kurt Waldheim (1972. – 1981.), Javier Pérez de Cuéllar (1982. – 1991.), Boutros Boutros-Ghali (1992. – 1996.), Kofi Annan (1997. – 2006.), Ban Ki-moon (2007.-)

### Međunarodne međuvladine organizacije
- Arapska liga:  Nabil el-Araby (2011.-)
- Organizacija američkih država: José Manuel Insulza (2005.-)

### Međunarodne nevladine organizacije
- Amnesty International: Salil Shetty (2009.-)

### Međunarodne vjerske organizacije
- Biskupska sinoda Katoličke crkve:  kardinal Lorenzo Baldisseri (2013.-)
- Svjetsko vijeće crkava:  Olav Fykse Tveit

### Sindikati
- Engleska i Wales: Trades Union Congress (TUC): Frances O'Grady (2013.-)
- Francuska: Generalna konfederacija rada (CGT): Bernard Thibault (1999.-)
- Škotska:  Škotska sindikalna unija (STUC): Grahame Smith (2006.-)
- Španjolska: Opća radnička unija (UGT): Cándido Méndez (1994.-)

### Političke stranke
- Španjolska: Španjolska socijalistička radnička stranka (PSOE): Pedro Sánchez (2014.-)

### Komunističke partije sada na vlasti
- Kineska komunistička partija: Xi Jinping
- Partija rada Koreje: Kim Jong-un
- Komunistička partija Vijetnama: Nguyễn Phú Trọng
- Revolucionarna stranka Laoskog naroda: Choummaly Sayasone
- Komunistička partija Kube: Raúl Castro